# 福島県道43号会津坂下山都線
福島県道43号会津坂下山都線（ふくしまけんどう43ごう あいづばんげやまとせん）は、福島県河沼郡会津坂下町から喜多方市に至る県道（主要地方道）である。

## 概要

### 路線データ
- 起点：河沼郡会津坂下町塔寺字谷地（国道49号交点）
- 終点：喜多方市山都町木幡（国道459号交点）
- 総延長：12.824km
  - 実延長：11.654km[1]

## 歴史
- 1976年4月1日 - 建設省告示第694号が公布され、福島県道山都気多宮線、会津坂下山都線の一部、飯里山都線、奥川宝川線の一部が主要地方道会津坂下山都西会津線として指定される。
- 1992年4月3日 - 政令第104号が公布され、福島県道会津坂下山都西会津線の一部が国道459号として指定される。
- 1993年（平成5年）5月11日 - 建設省から、県道会津坂下山都線が会津坂下山都線として主要地方道に指定される[2]。
- 1994年（平成6年）4月1日 - 福島県によって現在の県道路線が県道認定される[3]。

## 路線状況

### 重複区間
- 福島県道16号喜多方西会津線（喜多方市山都町大山中 - 同市山都町木曽）

### 道路施設
小原橋
- 全長：105.5m
- 幅員：9.5m
- 竣工：1978年[4]

喜多方市山都町字上ノ原道東から山都町木幡字南原丁に跨り、一級水系阿賀野川水系宮古川を渡る。橋上は上下対向2車線で供用され、上り線側に歩道が設置されている。
山都橋

### バイパス
河原田工区
喜多方市山都町三津合字河原田周辺に整備された全長1.1㎞の改良区間である。田畑に沿い屈曲する線形が改良され緩やかなカーブで山都橋方面に至るよう改良された。現道は2021年12月24日に県道路線認定が解除され、喜多方市道へ移管された。

## 地理

### 通過する自治体
- 河沼郡会津坂下町
- 喜多方市

### 交差する道路
- 会津坂下町
  - 国道49号塔寺バイパス（塔寺字谷地（塔寺バイパス東交差点） 起点）
  - 福島県道365号赤留塔寺線（塔寺字大門）
  - 福島県道340号上郷舟渡線（高寺字平林）
- 喜多方市
  - 福島県道61号塩川山都線（山都町三津合字堰沢）
  - 福島県道151号山都柳津線（山都町三津合字細田）
  - 福島県道16号喜多方西会津線 西会津方面（山都町大山中）
  - 福島県道16号喜多方西会津線 喜多方市街地方面（山都町木曽）
  - 国道459号（山都町木幡字南原丁 終点）

### 沿線
- 気多宮郵便局
- 鐘撞堂峠
- JR磐越西線山都駅
- 山都郵便局
- 喜多方市立山都小学校
- 喜多方市立山都中学校